# Goephanes pictus
Goephanes pictus là một loài bọ cánh cứng trong họ Cerambycidae.